# Річард Медден
Річард Медден (нар. 18 червня 1986, Елдерслі, Ренфрюшир, Шотландія) — актор театру, кіно та телебачення, відомий за ролями Робба Старка в телесеріалі «Гра престолів», а також принца з діснеївського фільму «Попелюшка» (2015).
Лауреат премії «Золотий глобус» за найкращу чоловічу роль у серіалі «Тілоохоронець» (англ. Bodyguard).

## Біографія
Медден народився та виріс у селі Елдерслі поблизу Глазго, Шотландія. У ранньому віці брав участь в програмі Paisley Arts Centre's, щоб отримати сценічний досвід для надходження в середню школу. У 2007 закінчив Royal Scotish Academy of Music and Drama.
З 2019 року почесний доктор мистецтв Королівської консерваторії Шотландії.
З 2011 до 2016 рік зустрічався з Дженною Коулман. З 2017 року — з акторкою Еллі Бембер (англ. Ellie Bamber); у січні 2019 року пара розірвала стосунки.
Після виконання у фільмі «Рокетмен» (2019) ролі Джона Рейда, менеджера і коханця Елтона Джона, журналісти помітили, що Річард Медден проводить багато часу разом з актором-геєм Брендоном Флінном («13 причин чому»), який у 2017—2018 зустрічався зі співаком Семом Смітом. На запитання ЗМІ про свою гомосексуальність, Медден відповів: «Я зберігаю особисте життя особистим. Я ніколи не обговорював свої стосунки».
У 2019 році журнал «Тайм» назвав Меддена одним із 100 найбільш впливових людей у світі.

## Фільмографія
| Рік       |    | Українська назва                              | Оригінальна назва                             | Роль                          |
| --------- | -- | --------------------------------------------- | --------------------------------------------- | ----------------------------- |
| 2000      | ф  | Співучасть                                    | Complicity                                    | юний Енді                     |
| 2002      | с  | Таггерт                                       | Taggart                                       | Крісті (Епізод: «Watertight») |
| 2009      | с  | Хоуп-Спрінгс                                  | Hope Springs                                  | Дін МакКензі (8 епізодів)     |
| 2010      | тф | Хвилюючись за Боя                             | Worried About the Bo                          | Кірк Брендон                  |
| 2010      | ф  | Чат                                           | Chatroom                                      | Ріплі                         |
| 2011—2013 | с  | Гра престолів                                 | Game of Thrones                               | Робб Старк (23 епізоди)       |
| 2011      | с  | Сирени                                        | Sirens                                        | Ешлі Грінвик (6 епізодів)     |
| 2012      | с  | Пташина пісня                                 | Birdsong                                      | капітан Вейр (2 епізоди)      |
| 2013      | ф  | Обіцянка                                      | A Promise                                     | Фрідріх Зайтц                 |
| 2013      | вг | Castlevania: Lords of Shadow — Mirror of Fate | Castlevania: Lords of Shadow — Mirror of Fate | Алукард / Тревор Бельмонт     |
| 2014      | вг | Castlevania: Lords of Shadow 2                | Castlevania: Lords of Shadow 2                | Алукард                       |
| 2014      | с  | Клондайк                                      | Klondike                                      | Білл Хаскелл (6 епізодів)     |
| 2015      | ф  | Попелюшка                                     | Cinderella                                    | принц                         |
| 2015      | тф | Коханець леді Чаттерлей                       | Lady Chatterleys Lover                        | Олівер Меллорс                |
| 2016      | ф  | День взяття Бастилії                          | Bastille Day                                  | Майкл Мейсон                  |
| 2016      | с  | Медічі: Повелителі Флоренції                  | Medici                                        | Козімо Медічі (8 епізодів)    |
| 2017      | с  | Електричні сни Філіпа К. Діка                 | Electric Dreams                               | агент Росс (S1-E1)            |
| 2018      | с  | Тілоохоронець                                 | Bodyguard                                     | Девід Бадд (6 епізодів)       |
| 2018      | ф  | Ібіца                                         | Ibiza                                         | Лео Вест                      |
| 2019      | ф  | Рокетмен                                      | Rocketman                                     | Джон Рейд                     |
| 2019      | ф  | 1917                                          | 1917                                          | лейтенант Блейк               |
| 2021      | ф  | Вічні                                         | The Eternals                                  | Ікаріс                        |
| 2023—...  | с  | Цитадель                                      | Citadel                                       | Мейсон Кейн (6 епізодів)      |
| 2024      | ф  | Ревнощі                                       | Killer Heat                                   | Еліас «Леонідас»              |
| 2026      | ф  | Месники: Судний день                          | Avengers: Doomsday                            | Ікаріс                        |